# Kongemosecultuur
De Kongemosecultuur (ca. 6e millennium v.Chr.) was een mesolithische cultuur van jager-verzamelaars in Zuid-Scandinavië en de voorloper van de Ertebøllecultuur. De Kongemosecultuur werd voorafgegaan door de Maglemosecultuur. Meer naar het noorden bevonden zich de Scandinavische Nøstvet- en Lihultcultuur.
Resten van de Kongemosecultuur worden aangetroffen in Denemarken en Skåne. De vondsten worden gekenmerkt door lange vuurstenen schilfers waarvan rombische pijlpunten, schrapers, boren, priemen en gekartelde lemmeten werden gemaakt.
De randen van benen dolken, vaak versierd met geometrische patronen, waren afgezet met kleine microlieten. Stenen bijlen werden gemaakt van diverse gesteenten en andere gereedschappen werden gemaakt van hoorn en botten.
De economie berustte vooral op de jacht op herten, reeën en wilde zwijnen, aangevuld met visserij door de nederzettingen aan de kust.